# Giuseppe Gianfranceschi
Giuseppe Gianfranceschi SJ (Arcevia, 21 de fevereiro de 1875 – Roma, 9 de julho de 1934) foi um jesuita e cientista italiano.
Foi de 1926 a 1930 reitor da Pontifícia Universidade Gregoriana. O Papa Bento XV o nomeou presidente da Pontifícia Academia das Ciências (1921–1936).
Participou em 1928/1929 da expedição ao Polo Norte de Umberto Nobile.
Gianfranceschi elaborou em 1925 os primeiros planos para uma estação de rádio, sendo um dos fundadores, juntamente com o Papa Pio XI e Guglielmo Marconi, da Rádio Vaticano. Entrando no ar em 21 de setembro de 1930, foi seu primeiro diretor geral.
Foi palestrante do Congresso Internacional de Matemáticos em Toronto (1924) e Bolonha (1928).